# İbrahim Akın (Fußballspieler)
İbrahim Akın (* 4. Januar 1984 in Izmir) ist ein türkischer Fußballspieler.

## Karriere

### Verein
Akın spielte in seiner Jugendzeit für seinen Heimatklub Altay İzmir. Zum Ende der Saison 2001/02 kam er in die Profimannschaft und absolvierte zwei Spiele. Er stieg mit Altay Izmir in die Süper Lig auf. Ab der Saison 2002/03 wurde er Stammspieler, stieg jedoch nach nur einer Saison mit Altay wieder ab. In der Saison 2003/04 spielte Akın eine sehr gute Saison. In 30 Spielen gelang es dem offensiven Mittelfeldspieler 18 Tore zu erzielen. Damit bestätigte er sein Talent, das viele Experten bei ihm sahen.
Die Klubs aus der oberen Tabellenhälfte zeigten sofort Interesse an dem jungen Mittelfeldspieler. İbrahim Akın entschied sich für Beşiktaş Istanbul. Unter der Leitung von Vicente del Bosque, Rıza Çalımbay und Jean Tigana gehörte İbrahim Akın zum Stammkader. Während dieser Zeit wurde er zweimal türkischer Fußballpokal-Sieger. Bei Ertuğrul Sağlam war Akın nur noch Ergänzungsspieler. 
Deshalb entschied er sich in der Winterpause der Saison 2007/08 zu einem Vereinswechsel. Sein neuer Verein wurde der Liga-Neuling Istanbul Büyükşehir Belediyespor. Dort wurde er auf Anhieb Stammspieler und war fortan ein wichtiger Spieler im Mittelfeld. Einen Achtungserfolg gelang ihm mit seinem Verein in der Saison 2010/11. Istanbul BB schaffte in der Saison den Einzug in das türkische Pokalfinale. Er erzielte per Elfmeter ein Tor und bereitete das zweite Tor vor. Trotzdem verlor die Mannschaft das Endspiel gegen Beşiktaş Istanbul im Elfmeterschießen. Sein Vertrag bei Istanbul BB wurde am Ende der Saison 2010/11 mit sofortiger Wirkung gekündigt. Der Grund für diese Entscheidung des Vereins war der, dass Akıns Name im Zuge des Manipulationsskandals verwickelt ist. Akın wird vorgeworfen, das Pokalfinale 2010/11 gegen 150.000 US-Dollar und ein Rennpferd verkauft zu haben.
Zwischen dem 14. Juli 2011 und 12. Dezember 2011 saß İbrahim Akın in Untersuchungshaft, weil ihm vorgeworfen wird in den Manipulationsskandal 2011 verwickelt zu sein.
Im Sommer 2012 wechselte er zum Erstligisten Gaziantepspor. Da er wegen der Spielmanipulation eine Spielsperre erhalten hatte, konnte er hier lange Zeit nicht eingesetzt werden. Erst Im Oktober 2013 gab er in einem Pokalspiel sein Debüt für Gaziantepspor.
Nachdem er in zwei Spielzeiten bei Gaziantepspor hinter den Erwartungen geblieben war, wurde er in der Winterpause 2014/15 an den Ligarivalen Sivasspor abgegeben.
Im Sommer 2016 kehrte er nach zwölf Jahren zu seinem mittlerweile in der vierklassigen TFF 1. Lig tätigen ersten Verein Altay Izmir zurück und unterschrieb hier einen Einjahresvertrag.

### Nationalmannschaft
Akın bestritt sein Länderspieldebüt für die türkische Nationalmannschaft am 8. Oktober 2005 beim 2:1 gegen Deutschland. Er kam aber erst in der 83. Minute für Nihat Kahveci ins Spiel und durfte zehn Minuten spielen. Das bislang letzte Mal wurde Akın zum Freundschaftsspiel gegen die Niederlande im November 2010 in den Kader berufen. Bislang hat er für die Türkei vier Spiele bestritten ohne Torerfolg.

## Erfolge
Mit Beşiktaş Istanbul
- Türkischer Pokalsieger: 2006, 2007
- Türkischer Supercup-Sieger: 2006

Mit Istanbul Büyükşehir Belediyespor
- Türkischer Finalist: 2010/11

Mit Altay İzmir
- Meister der TFF 1. Lig und Aufstieg in die Süper Lig: 2001/02
- Play-off-Sieger der TFF 3. Lig und Aufstieg in die TFF 2. Lig: 2016/17
- Meister der TFF 2. Lig und Aufstieg in die TFF 1. Lig: 2017/18